# Sławoszew
Sławoszew – wieś w Polsce położona w województwie wielkopolskim, w powiecie jarocińskim, w gminie Kotlin.
W latach 1975–1998 miejscowość administracyjnie należała do województwa kaliskiego.

## Edukacja
Szkoły podstawowe:
- Szkoła Podstawowa im. Arkadego Fiedlera w Sławoszewie z siedzibą w Parzewie[3].

## Kościoły
- Kościół Rzymskokatolicki
  - Parafia pw. św. Zofii, do parafii należy także kościół w Racendowie pw. św. M.B. Bolesnej. Proboszcz: Ksiądz kanonik mgr Krzysztof Matuszewski ,

## Organizacje w Sławoszewie
- Ochotnicza Straż Pożarna w Sławoszewie
- Koło Gospodyń Wiejskich w Sławoszewie

## Sąsiednie miejscowości
Kotlin, Kurcew, Parzew, Racendów, Strzydzew, Twardów